# Little Thoughts (álbum)
Little Thoughts es el segundo EP de la banda británica Bloc Party. lanzado el 15 de diciembre de 2004 en Japón. Combina los británicos sencillos "Little Thoughts" con caras B del "Helicopter" sola.

## Listado de canciones
| N.º | Título                          | Duración |  |
| 1.  | «Little Thoughts»               | 3:30     |  |
| 2.  | «Tulips»                        | 3:39     |  |
| 3.  | «Storm & Stress»                | 2:46     |  |
| 4.  | «Helicopter»                    | 3:42     |  |
| 5.  | «Skeleton»                      | 3:16     |  |
| 6.  | «Tulips (Minotaur Shock Remix)» | 5:14     |  |

Además el EP contiene el video de Little Thoughts como contenido añadido